# Eublemmoides rufiplaga
Eublemmoides rufiplaga är en fjärilsart som beskrevs av George Francis Hampson 1910. Eublemmoides rufiplaga ingår i släktet Eublemmoides och familjen nattflyn. Inga underarter finns listade i Catalogue of Life.